# Lluís Bonada i Sañas
Lluís Bonada i Sañas (Ripoll, 1948) és un periodista i escriptor català. Ha estat professor associat al Departament de Comunicació de la Universitat Pompeu Fabra. És periodista cultural del setmanari El Temps. Ha treballat al Diario de Barcelona, Tele Exprés, Avui, Set Dies i Setze. Ha fet col·laboracions a Serra d'Or i El País, entre més publicacions.
Un dels seus pseudònims més coneguts és el de Víctor Ripoll. La seua secció fixa anomenada «Les notes de Víctor Ripoll» al setmanari El Temps es dedicava a assenyalar errades i omissions d'algunes obres publicades en català. Algunes voltes es tracta només d'observacions puntuals i isolades, però altres són veritables disseccions crítiques: l'Alícia al país de les meravelles d'Oliva, el Zibaldone de la professora Assumpta Camps i algunes errades del DIEC. La primera nota apareix a l'abril del 1997 i es deia «El traductor de Banyoles», on criticava la confusió entre el riu Tàmesi i el llac, com Oliva havia decidit d'anomenar-lo. Cada dues setmanes els lectors d'El Temps podien consultar una errada més, fins al juny de 1999, quan les publicacions van passar a aparèixer de forma esporàdica.
També és un estudiós de Josep Pla i la seva obra. El 2015 va rebre el Premi Trajectòria.

## Obra publicada
- L'obra de Josep Pla. Barcelona, Teide 1991.
- ‘El quadern gris' de Josep Pla. Barcelona, Empúries 1985.
- Josep Pla. Barcelona, Empúries 1991.